# Nyngan
Nyngan est une ville australienne située dans la zone d'administration locale de Bogan, dont elle est le siège, en Nouvelle-Galles du Sud.

## Géographie
La ville se situe à 575 km au nord-ouest de Sydney, entre Narromine et Bourke à la jonction de la Mitchell Highway avec la Barrier Highway qui part de Nyngan et va vers Cobar. Elle est traversée par la Main Western Railway qui n'assure plus de transport passager.

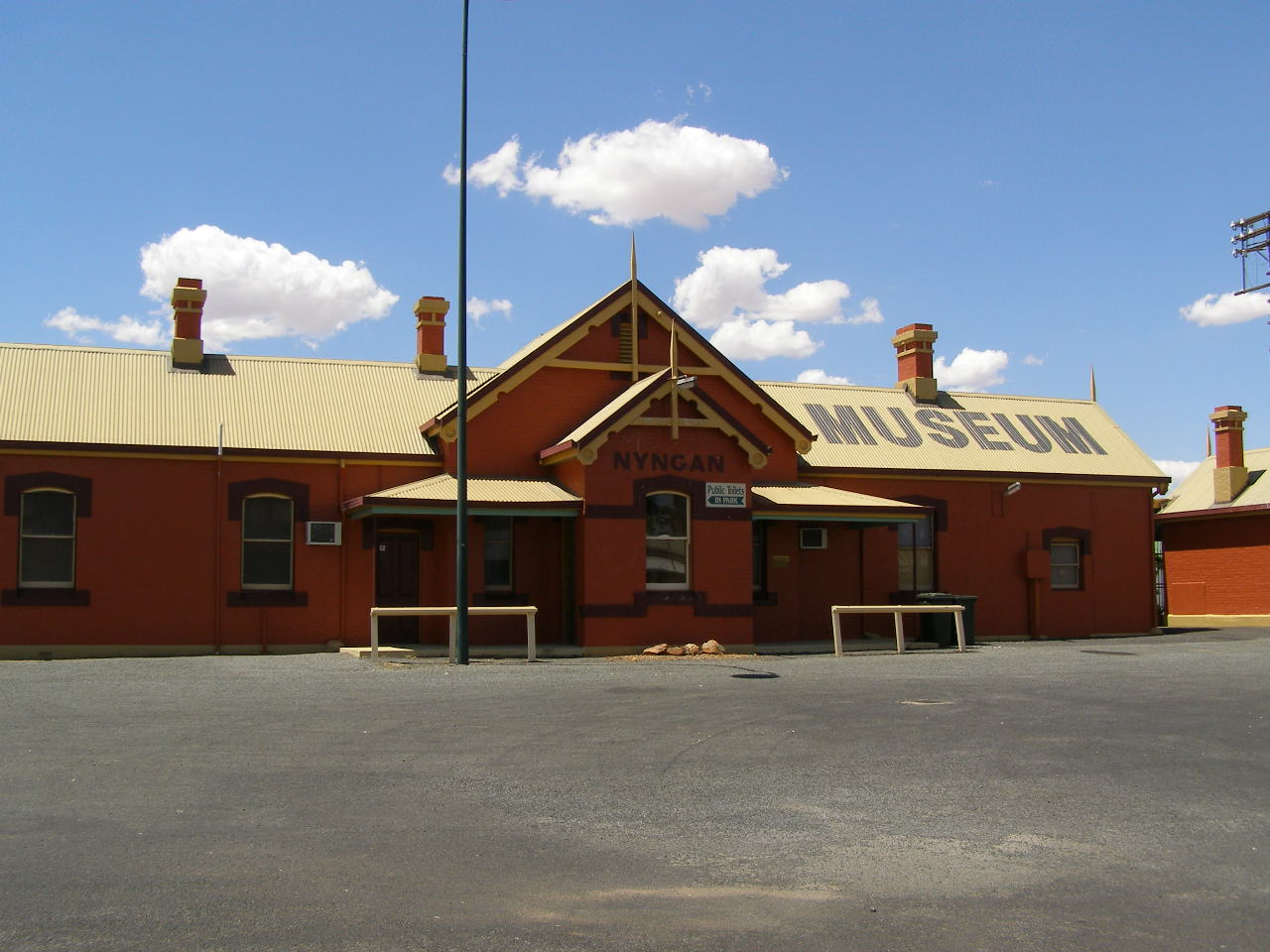
L'ancienne gare de Nyngan transformée en musée

## Démographie
| 2006  | 2016  | 2021  |
| ----- | ----- | ----- |
| 1 975 | 1 988 | 1 953 |